# Gundershoffen
Gundershoffen é uma comuna francesa na região administrativa de Grande Leste, no departamento Baixo Reno. Estende-se por uma área de 17,59 km². Em 2010 a comuna tinha 3 764 habitantes (densidade: 214 hab./km²).